# Saint-Aubin-sur-Quillebeuf
Saint-Aubin-sur-Quillebeuf es una localidad y comuna francesa situada en la región de Alta Normandía, departamento de Eure, en el distrito de Bernay y cantón de Quillebeuf-sur-Seine.

## Demografía
| 318 | 333 | 375 | 384 | 424 | 431 |
| Para los censos de 1962 a 1999 la población legal corresponde a la población sin duplicidades (Fuente: INSEE [Consultar]) |     |     |     |     |     |